# Diopites (legislador)
Diopites (en grec antic: Διοπείθης, Diopeithes) fou un ciutadà atenès que esmenta la Suda a propòsit d'una anècdota segons la qual aquest Diopites va establir una llei per la qual es condemnaria qualsevol ciutadà d'Atenes que fes nit al Pireu, i que un dia ell mateix es va saltar involuntàriament aquesta norma i va ser jutjat per la seva pròpia llei.